# Okenia leachii
Okenia leachi (Alder & Hancock, 1855) è un mollusco nudibranco appartenente alla famiglia Goniodorididae.
L'epiteto specifico è un omaggio allo zoologo inglese William Elford Leach (1791-1836).

## Biologia
Si nutre di Molgula occulta.

## Distribuzione e habitat
Rinvenuta presso le coste della Scozia, al largo delle Shiant Islands, e presso quelle norvegesi.